# Зогр – Ель-Гаміль
Зогр – Ель-Гаміль – трубопровідна система, споруджена для видачі продукції єгипетського газового родовища Зогр.
В 2017 році у єгипетському секторі Середземного моря почалась розробка родовища Зогр, що станом на початок 2020-х є найбільшим в історії Єгипту. В 2017, 2018 та 2019 роках для видачі його продукції ввели в дію три газопроводи завдовжки по 216 км – перший з діаметром 650 мм та два наступні по 750 мм (при цьому в 2019-му видобуток із Зогру досягнув 76 млн м3 на добу).
Серед суден, які залучали до будівництва, можливо відзначити:
- глибоководне турбоукладальне судно «Castorone»;
- трубоукладальне судно «Castoro Sei», що працювало на ділянках із глибиною до 100 метрів;
- трбоукладальну баржу «PMS 12» єгипетської компанії PMS Offshore, яка виконувала роботи на найбільш мілководних ділянках (також PMS Offshore забезпечила протягування трубопроводів через прибережну полосу);
- баржі «Castoro 10» та «Bautino 1», що здійснювали спорудження та наступне засипання траншеї на ділянці з глибиною моря від 2 до 20 метрів.
Окрім газопроводів між родовищем та ГПЗ Зогр прямують по дві сервісні лінії в діаметрах 350 мм та 200 мм (останні призначені для перекачування моноетиленгліколю, що використовується у газовій промисловості для боротьби з гідратоутворенням).
За умови реалізації первісного проекту розробки, в подальшому від Зогр планується прокласти ще дві нитки головного газопроводу діаметром по 750 мм.